# Жульев, Юрий Васильевич
Юрий Васильевич Жульев (2 августа 1939 года, ст. Аксайская, Ростовская область - 23 апреля 2006, Санкт-Петербург), народный художник России (1992), живописец, геральдист, художник по стеклу, заслуженный деятель искусств Чувашской Республики. Почётный гражданин города Аксай. Действительный член Петровской Академии наук и искусства. Действительный член Российской Академии естественных наук. Член-корреспондент Российской Академии художеств (2001). 

## Биография
Юрий Жульев родился в станице Аксайской Ростовской области 2 августа 1939 года.
В 1955 году поступил в Ростовское художественное училище имени М. Б. Грекова. Его педагогами там были Герман Михайлов, Павел Остащенко, Вахтанг Адвадзе.
Стал выпускником художественного училища в 1960 году. В 1966 году окончил Ленинградское Высшее художественно-промышленное училище им. В. И. Мухиной, специальность «художник стекла». Главный художник стекольного завода «Восстание» в городе Чудово (1967-78). С 1968 по 1971 год учился в аспирантуре Ленинградского высшего художественно-промышленного училища им. В. И. Мухиной.
В 1970 году стал создателем стекольной базы для художников России в Ростове-на-Дону.
В 1970 году стал членом Союза художников СССР. В 1983 году ему присвоили звание «Заслуженного художника РСФСР».
С 1986 года — член союза дизайнеров СССР. В период с 1979 по 1987 год был председателем Новгородского отделения СХ РСФСР.
В 1987 году стал секретарем Союза художников России по организационной работе.
Заслуженный деятель искусств Чувашской Республики. Лауреат премии МВД России. Член комиссии Президента России по государственным премиям Министерства обороны РФ им. Г. К. Жукова в области литературы и искусства. Действительный член Международной Академии информатизации при ООН, действительный член Российской Академии естественных наук.
Профессор Санкт-Петербургской государственной художественно-промышленной академии и Московского государственного художественно-промышленного университета им. С. Строганова. Председатель государственной аттестационной комиссии дипломных работ выпускников художественно-графического факультета Чувашского государственного педагогического университета им. И. Яковлева.
В 1992 году стал народным художником России, а в 1995 году ему присвоили звание профессора.
Умер в 2006 году.

## Произведения
- «Южная ночь» (1996);
- «Орнамент» (1997);
- «Натюрморт» (1998);
- «Казачья» (1998);
- «Салют» (1999);
- «Белые ночи» (2000);
- «Посвящение блокадному Ленинграду» (2000);
- «Посвящение милиции, приблизившей Победу» (2005).

## Награды и звания
- Орден «За заслуги перед Отечеством» IV степени (9 марта 2006 года) — за большой вклад в развитие изобразительного искусства и многолетнюю активную общественную деятельность[6].
- Орден Почёта (4 июля 2000 года) — за заслуги перед государством, многолетнюю плодотворную деятельность в области культуры и искусства, большой вклад в укрепление дружбы и сотрудничества между народами[7].
- Народный художник Российской Федерации (20 ноября 1992 года) — за большие заслуги в области декоративно-прикладного искусства[8].
- Заслуженный художник РСФСР (11 августа 1983 года) — за заслуги в области советского декоративно-прикладного искусства[9].